# Mohammed Zahir Sjah
Mohammed Zahir Sjah (Pasjtoe: محمد ظاهر شاه, Perzisch: محمد ظاهرشاه) (Kabul, 15 oktober 1914 – aldaar, 23 juli 2007) was de laatste koning (sjah) van Afghanistan. Hij regeerde in totaal vier decennia, van 1933 tot een coup in 1973. Bij zijn terugkeer uit ballingschap in 2002 kreeg hij de titel Vader van de Natie.

## Achtergrond
Zahir Sjah werd geboren in Kabul als zoon van Mohammed Nadir Sjah, het hoofd van de koninklijke familie (van de Mohumedzai-clan, zijtak van de Barakzai-dynastie) en chef van het Afghaanse leger onder voormalig sjah Amanoellah Khan. Nadir Sjah besteeg de troon na de executie van Habiboellah Kalakani op 10 oktober 1929. De vader van Mohammed Zahir werd geboren in Dehradun, India, omdat zijn familie in ballingschap ging ten gevolge van de tweede Engels-Afghaanse oorlog.
Nadir Sjah was een afstammeling van Mohammad Yusuf Khan Telai, halfbroer van Dost Mohammed Khan. Zijn overgrootvader Mohammad Yahya Khan was verantwoordelijk voor de onderhandeling tussen Yaqub Khan en de Britten die leidden tot het Gandamak Pact. Na de Britse invasie volgde de moord op Sir Louis Cavagnari in 1879. Jakoeb Khan en Yahya Khan werden gevangen door de Britten en naar India overgebracht waar zij werden vastgehouden tot Emir Abdoer Rahman Khan hen naar Afghanistan terugriep in het laatste jaar van zijn regering (1901).
Zahir Sjah werd geschoold in een speciale klas voor prinsen in de Habibia-school te Kabul. Hij vervolgde zijn studie in Frankrijk waar zijn vader naartoe werd gestuurd voor een diplomatieke missie. Hij studeerde aan het Pasteur Instituut en de Universiteit van Montpellier. Na zijn terugkeer in Afghanistan hielp hij zijn vader en ooms om de orde te herstellen in een periode van chaos in zijn land. Hij werd later betrokken bij een school van het leger en benoemde een privéminister. Zahir Sjah diende bij de overheid in posities als minister van Oorlog en van Onderwijs.
Zahir Sjah sprak vloeiend Pasjtoe, Perzisch en een beetje Frans, Engels en Italiaans. Zijn voorkeur voor Perzisch gaf hem veel aanzien bij de belangrijkste groep van het land, de elite van Kabul.

## Bewind
Zahir doorliep de infanterieschool in Kabul en een lyceum in het Franse Montpellier. In 1932 werd hij minister van Onderwijs. Nog geen jaar later, na de moord op zijn vader Mohammed Nadir Sjah op 8 november 1933, werd Zahid Khan tot sjah benoemd. Bij zijn troonsbestijging werd hem de titel Vertrouweling van God, volger van de religie van de Islam gegeven. De eerste dertig jaar moest hij zijn macht echter delen met zijn ooms Mohammad Hashim Khan en Sjah Mahmoed Khan. In deze periode brak wel een groei in relaties van Afghanistan met de internationale gemeenschap aan. In 1934 werd Afghanistan lid van de Volkenbond en kreeg het volledige erkenning van de Verenigde Staten. Opvallend is dat in de jaren dertig Afghanistan overeenkomsten tot buitenlandse bijstand bereikte met zijn belangrijkste handelspartners: Duitsland, Italië en Japan.
Tijdens zijn bewind probeerde Zahir moderniseringen door te voeren. Hij onderhield weliswaar nauwe betrekkingen met buurland Sovjet-Unie, maar voer niettemin een geheel eigen, onafhankelijke koers in de buitenlandse politiek. Door intriges binnen de koninklijke familie raakte zijn positie gedurende de jaren zestig aanzienlijk verzwakt. Het landsbestuur werd zelfs jarenlang door familieleden, onder wie een oom en zijn neef Muhammad Daoed Khan, waargenomen. Deze neef zette Zahir op 17 juli 1973 af terwijl hij voor een medische behandeling in Italië verbleef. Daoed Khan schafte de monarchie af en riep zichzelf uit tot president. Zes jaar later, in 1979, werd hij door communisten vermoord.
Mohammed Zahir Sjah woonde vanaf zijn afzetting in 1973 tot 2002 met zijn gezin in de Romeinse voorstad Olgiata, waar hij tomaten verbouwde. Gedurende de communistische bezetting van Afghanistan en de daarop volgende burgeroorlog werd hij door talrijke landgenoten en internationale diplomaten bezocht in de hoop, dat zij hem tot een sleutelrol bij de verzoening van de vele Afghaanse facties zouden kunnen verleiden.
Uiteindelijk gaf Zahir Sjah in 2002 op 87-jarige leeftijd de doorslag bij de totstandkoming van de regering-Karzai. Nadat Karzai in de conferentie op de Petersberg bij Bonn was aangewezen als leider van een overgangsregering, reisde deze dan ook onverwijld af naar Rome, waar Zahir Sjah hem de 'vaderlijke zegen' gaf. De ex-koning riep op tot organisatie van een Loya jirga, een constituerend beraad in aanwezigheid van alle stamhoofden, bestuurders en etnische en geestelijke leiders van het land. Karzai begeleidde de oude vorst in april 2002 persoonlijk op diens reis van Rome naar Kabul, waar Zahir deze buitengewone vergadering zou leiden.
Sindsdien woonde Zahir Sjah weer in Kabul, waar hij onder meer op 19 december 2005 de installatie van het eerste naoorlogse parlement bijwoonde en de parlementariërs toesprak. Op 23 juli 2007 overleed hij op 92-jarige leeftijd, na een ziekbed van een maand. President Karzai kondigde drie dagen van nationale rouw af.